# Wahlen in Palau 2012
Die Wahlen in Palau (General elections) wurden am 6. November 2012 im pazifischen Inselstaat Palau durchgeführt, um den Präsidenten und den Olbiil Era Kelulau (National Congress) zu wählen. Der frühere Amtsinhaber Tommy Remengesau besiegte seinen Nachfolger und Amtsinhaber Johnson Toribiong, welcher in den Wahlen 2008 ins Amt gekommen war. Antonio Bells wurde als Vizepräsident gewählt und besiegte Kerai Mariur, welcher in den Vorwahlen am 26. September noch vorne gelegen war.

## Wahlsystem
Für Präsidentschaft und Vizepräsidentschaft gab es Vorwahlen am 26. September. Die beiden erfolgreichsten Kandidaten qualifizierten sich jeweils für die Präsidentschaftswahlen am 6. November.
15.305 Stimmberechtigte wurden registriert, eine Zunahme um 1.516 Stimmberechtigte seit den Wahlen 2008.

## Ergebnisse

### Präsident

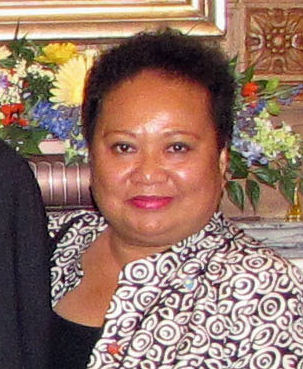
Sandra Pierantozzi kam in den Vorwahlen nur auf Platz 3.

Drei Kandidaten traten in den Vorwahlen an: Der Amtsinhaber Präsident Johnson Toribiong, der frühere Präsident Tommy Remengesau Jr., sowie die ehemalige Vizepräsidentin Sandra Pierantozzi (Amtszeit) 2001–2005. Remengesau und Toribiong durften an der Hauptwahl teilnehmen.
Die Gesamtzahl der Wähler betrug 15.305.
| Kandidat                              | I. Wahlgang | II. Wahlgang |
| ------------------------------------- | ----------- | ------------ |
| Tommy Remengesau                      | 4617        | 6140         |
| Johnson Toribiong                     | 3100        | 4287         |
| Sandra Pierantozzi                    | 1690        |              |
| ungültig                              | 51          |              |
| Quelle: IFES, IFES electionguide.org. |             |              |

### Vizepräsident
Vier Kandidaten traten im ersten Wahlgan für die Vizepräsidentschaft an:
- Antonio Bells, ehemaliger Sprecher des House of Delegates of Palau[2]
- Steven Kuartei, Minister of Health[2]
- Kerai Mariur, Amtsinhaber, erstmals gewählt 2008[2]
- Jackson Ngiraingas, Public Infrastructure, Industries and Commerce Minister[2]

15.305 Personen waren stimmberechtigt. Mariur und Bells, die auf den ersten und zweiten Platz im ersten Wahlgang kamen, nahmen auch in der Endabstimmung teil.
| Kandidat                             | I. Wahlgang (Primary) | II. Wahlgang General |
| ------------------------------------ | --------------------- | -------------------- |
| Kerai Mariur                         | 2963                  | 4847                 |
| Antonio Bells                        | 2851                  | 5303                 |
| Stephen Kuartei                      | 2556                  |                      |
| Jackson Ngiraingas                   | 969                   |                      |
| Quelle: OTV, PI Report. pireport.org |                       |                      |

### Senate
Im Senat traten alle Kandidaten als unabhängige an. 92.807 Personen waren stimmberechtigt, 13 Sitze wurden vergeben.

#### Nach Kandidat
| Kandidat                               | Stimmen | Anmerkungen |
| -------------------------------------- | ------- | ----------- |
| Surangel Whipps Jr.                    | 5.717   | gewählt     |
| Camsek E. Chin                         | 5.252   | gewählt     |
| Raynold R. Oilouch                     | 5.242   | gewählt     |
| Mason Whipps                           | 4.994   | gewählt     |
| Mark U. Rudimch                        | 4.306   | gewählt     |
| Hokkons Baules                         | 4.279   | gewählt     |
| Phillip Reklai                         | 4.270   | gewählt     |
| Mlib Tmetuchel                         | 3.423   | gewählt     |
| J. Uduch Sengebau Senior               | 3.419   | gewählt     |
| Rukebai Inabo                          | 3.256   | gewählt     |
| Katharine Kesolei                      | 3.192   | gewählt     |
| Regis Akitaya                          | 3.138   | gewählt     |
| Greg Ngirmang                          | 3.160   | gewählt     |
| Earnest Ongidobel                      | 3.032   |             |
| Joel Toribiong                         | 2.974   |             |
| Salvador Remoket                       | 2.907   |             |
| John Skebong                           | 2.814   |             |
| Alan Marbou                            | 2.791   |             |
| Alan Seid                              | 2.731   |             |
| Regina K. Mesebeluu                    | 2.633   |             |
| Laurentino Ulechong                    | 2.564   |             |
| Sandra Sumang-Pierantozzi              | 2.334   |             |
| Alfonso Diaz                           | 2.191   |             |
| Paul W. Ueki                           | 2.104   |             |
| Caleb Otto                             | 1.735   |             |
| Roman Yano                             | 1.543   |             |
| Dilmei Olkeriil                        | 1.346   |             |
| Santy Asanuma                          | 1.158   |             |
| J. Risong Tarkong                      | 1.172   |             |
| Moses Uludong                          | 1.144   |             |
| Gale Ngirmidol                         | 941     |             |
| Robert Becheserrak                     | 529     |             |
| Semdiu Decherong                       | 363     |             |
| Ismael Worswick                        | 153     |             |
| Total                                  | 92.807  |             |
| Quelle: Psephos, IPU. archive.ipu.org. |         |             |

### House of Delegates
Alle Kandidaten für das House of Delegates traten als unabhängige an. Es wurden 16 Sitze vergeben. Von 15.305 Stimmberechtigten wurden 9.406 Stimmen abgegeben.